# Autozam AZ-1
Autozam AZ-1 — двухместный спортивный автомобиль-купе, разработанный и изготовленный компанией Suzuki, но продававшийся компанией Mazda под своим отдельным брендом Autozam. Он дебютировал в октябре 1992 года и продавался до прекращения производства в 1994 году, и был наиболее известен своими дверями типа «Крыло чайки». Мощность двигателя с турбонаддувом объёмом 660 куб. см. составляла - 67л/с (47 кВт)при 6500 оборотах в минуту.
Autozam AZ-1 представляет собой небольшой автомобиль-купе, с дверью типа «Крыло чайки». Несмотря на то, что с первого взгляда на машину кажется, что её тип кузова хетчбэк, но это купе, так как сзади у автомобиля всё равно есть небольшой багажник.

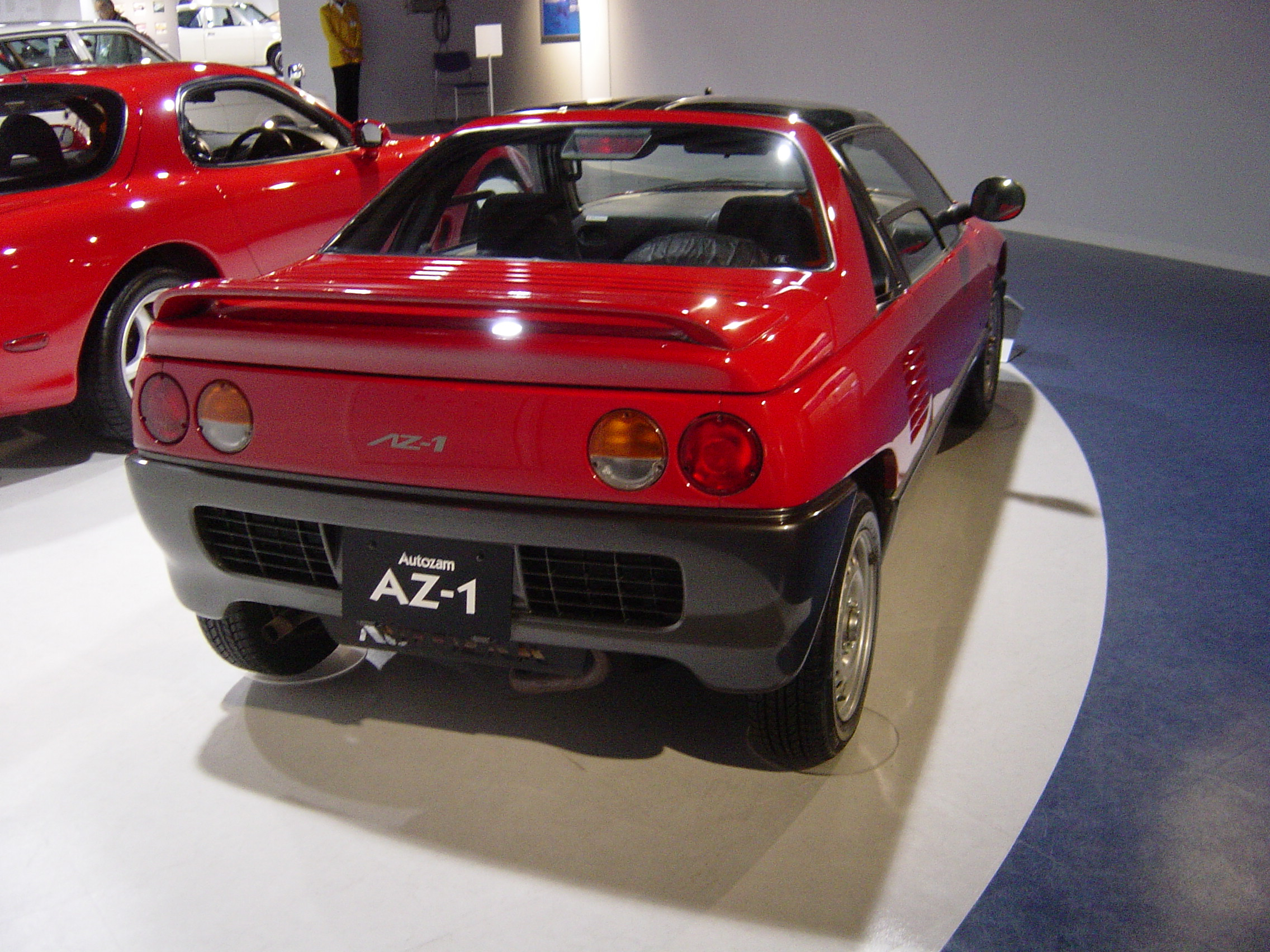
Обратите внимание на удлинённый кузов